# Ocellularia stylothecium
Ocellularia stylothecium är en lavart som först beskrevs av Edvard Vainio och fick sitt nu gällande namn av Aptroot 2002. 
Ocellularia stylothecium ingår i släktet Ocellularia och familjen Thelotremataceae. Inga underarter finns listade i Catalogue of Life.